# ジョナサン・ダンティ
ジョナサン・ダンティ（Jonathan Danty、1992年10月7日 - ）は、トップ14、スタッド・ロシュレに所属するラグビー選手。

## プロフィール
- フランス・パリ出身。
- ポジションはセンター(CTB)。
- 身長 181cm、体重 106kg
- U20フランス代表に選出歴がある[1]。
- フランス代表キャップは15（2022年3月時点）。

## 略歴
スタッド・フランセを経て、2021年、ラ・ロシェルに加入。 